# Русалочі мілини
«Русалочі мілини» («Näkimadalad») — радянський чотирисерійний телефільм 1988 року, знятий режисером Олавом Неуландом на кіностудії «Талліннфільм».

## Сюжет
Історико-пригодницький фільм за мотивами однойменного роману Хермана Серго, події якого відбуваються у XVIII столітті.

## У ролях
- Юозас Будрайтіс — Клемет Бенгтсон
- Ольга Богачова — Геттер Бертільсдоттер
- Мартінас Будрайтіс — Клемет Бенгтсон в юності
- Евалд Аавік — Якуб Амброссон
- Ласма Мурнієце-Кугрена — Маріє, гувернантка
- Гуйдо Кангур — Пастор Кролль
- Мікк Міківер — барон фон Унгерн-Штернберг
- Карл Калкун — Крістьян Кнутерс
- Яан Каплінскі — Мартен Бастубак
- Рейн Арен — Матс Улліс
- Інара Слуцька — Вальборг Лаурсдоттер
- Ільмар Таммур — керуючий Ваймелі
- Яан Кіхо — керуючий Рейгі
- Віллем Індріксон — Томас Бруса
- Херардо Контрерас — епізод
- Мярт Віснапуу — Маркус Простьонас
- Доріс Неуланд — Агнета
- Хейно Мандрі — писар Магнуссон
- Маті Клоорен — єпископ
- Егон Нутер — суддя
- Регіна Разума — пасторша Матільда
- Юрі Аарма — Ханс Вертхаузен
- Володимир Цвєтков — боцман
- Тоомас Урб — епізод
- Уно Раннавескі — епізод
- Ене Ярвіс — епізод
- Маргус Оопкауп — епізод
- Ріта Рятсепп — епізод
- Аго Роо — епізод
- Айре Йохансон — епізод
- Ендель Сіммерманн — епізод
- Ееро Спрійт — епізод
- Еве Ківі — епізод
- Катрін Каламєєс — епізод
- Талво Пабут — епізод
- Сійм Руллі — епізод
- Іво Еенсалу — епізод
- Серго Гольдін — епізод
- Сійм Нейланд — епізод
- Аніта Лосс — епізод
- Крістіна Еренді — епізод
- Вяйно Лаєс — епізод
- Аарне-Маті Юкскюла — пастор
- Лууле Коміссаров — епізод
- Тайсто Пійк — епізод
- Андрес Леммінг — епізод
- Айвар Вахтра — епізод
- Пірет Тоомвап-Шинберг — епізод
- Маті Шинберг — епізод

## Знімальна група
- Режисер — Олав Неуланд
- Сценаристи — Арво Валтон, Олав Неуланд
- Оператори — Нугзар Рухадзе, Валерій Блінов, Антон Мутт, Тиніс Лепік
- Композитор — Свен Грюнберг